# 再來一次
《再來一次》是倪匡筆下科幻小說衛斯理系列之一。故事以人類胚胎中的返祖現象作主題，科學家計畫注射一種藥劑，將垂老人類變回生命原始狀態，返回人類胚胎的狀態，以達到生命再來一次的目標。
本故事亦曾經被改編成廣播劇。

## 故事大綱

### 多起老人神秘失蹤事件
衛斯理與白素欣賞美妙的歌劇表演後，在歌劇院門前遇到一對年老夫婦，但他們之後卻神秘失蹤。事實上，市內半年以來已發生了九宗共十四名老人失蹤的案件。由於好奇心的驅使，衛斯理便聯同小郭一起調查，可是小郭也失蹤了。衛斯理到小郭失蹤的公園追查，但卻被兩個人帶到蒙博士的地方，蒙博士要求兩人不再調查，衛斯理無奈答應。

### 冒充老人追查真相
但衛斯理實在無法釋懷，他與小郭更假扮老人以吸引蒙博士上釣。衛斯理成功混入蒙博士的地盤，發現原來所有老人失蹤案件都是蒙博士的所作所為。蒙博士以回復青春引誘老人們作為他的實驗品，研究令人不再衰老的方法。可惜，他的實驗失敗，老人們被注射一些內分泌，變成了巨型的胚胎甚至是類似三葉蟲的怪物。衛斯理被驚嚇得呆了，而蒙博士則測出他們有腦電波，深信他們會長大，並稱他們為新的人類。衛斯理逃脫後，報警意圖阻止蒙博士，不過蒙博士迅速撤離，沒有留下絲毫線索。

### 怪物現身夏威夷
過了大半年，衛斯理從新聞中知道夏威夷有人目睹怪物，他趕到夏威夷追查，發現蒙博士仍不放棄培育這些從頭再來一次的生命，等待終有一天人類能接納牠們。衛斯理覺其有一定理由，不過過兩天後蒙博士已經搬走了，以後再也沒有人見到他。

### 人類胚胎的返祖現象
小說最後一章“超越時代的悲哀”，蒙博士以哥白尼來比喻自己的研究超前了時代，並幾次提到哥白尼被燒死。事實上被燒死的是布鲁諾，他由於支持哥白尼的日心說被宗教裁判所處以火刑。而哥白尼本人則因為猶豫不決，臨終前才将自己的日心說公諸於世。

## 廣播劇
- 香港商業電台以粵語於1987年星期一至五，每日下午三時正播出《再來一次》廣播劇，合共6集。為商台衛斯理廣播劇系列第八個故事。
  - 監製：金貴
  - 改編：李牧華
  - 配音
    - 朱子聰 飾演 衛斯理
    - 錢佩卿 飾演 白素
    - 盧　雄 飾演 傑克中校
    - 吳忠泰 飾演 郭則清（小郭）
    - 葉　佳 飾演 老蔡
    - 楊廣培 飾演 蒙博士
    - 馮天衡 飾演 蒙博士助手
    - 金　貴 飾演 郭進源（郭老先生）
    - 朱雪梅 飾演 郭王綺雯（郭老太太）
    - 甄錦華 飾演 司機
    - 陳慕賢 飾演 張小姐(偵探社女職員)
    - 李素冰 飾演 百貨公司售貨員
    - 莫佩雯 飾演 Judy
    - 翠　碧 飾演 布朗太太
    - 陳永信 飾演 布朗
    - 馬淑逑 飾演 占遜太太（原著為占太太）

| 前任者： 021 訪客、虛像 | 衛斯理系列（按編號） 022 （包括蠱惑）                 | 繼任者： 023 狐變、聚寶盆 |
| 前任者： 叢林之神       | 衛斯理系列（按連載時序） 1969年4月30日至1969年6月20日 | 繼任者： 盡頭             |